# Torrefarrera
Torrefarrera ist eine katalanische Gemeinde in der Provinz Lleida im Nordosten Spaniens. Sie liegt in der Comarca Segrià.

## Gemeindepartnerschaft
Torrefarrera unterhält seit dem 17. Juli 1993 eine Partnerschaft mit der französischen Gemeinde Miremont.